# Mary Ford
Mary Ford, född Iris Colleen Summers den 7 juli 1924 i El Monte, Kalifornien, död den 30 september 1977 i Arcadia, Kalifornien, var en amerikansk countrysångerska. 
Ford uppträdde i början av 1940-talet med bland andra Gene Autry men var främst känd för sitt samarbete och äktenskap med gitarristen Les Paul från 1946. De var gifta 1949–1964.
Till Fords och Pauls gemensamma största hits hör "Tiger Rag" och "Vaya con Dios".

## Diskografi (urval)
Album (Les Paul och Mary Ford)
- Hawaiian Paradise (1949)
- The New Sound (1950)
- Les Paul's New Sound, Vol. 2 (1951)
- Bye Bye Blues! (1952)
- The Hit Makers! (1953)
- Les and Mary (1955)
- Time to Dream (1957)
- Lover's Luau (1959)
- Warm and Wonderful (1962)
- Bouquet of Roses (1962)
- Swingin' South (1963)